# الیان گونزالس

الیان گونزالس قبل از دستگیری و بازگشت به کوبا، این عکس جایزه بهترین عکس خبری سال ۲۰۰۱ را دریافت نمود.

الیان گونزالس (به اسپانیایی: Elián González) (متولد ۶ دسامبر ۱۹۹۳) کودکی اهل کوبا بود که در جریان مهاجرت به آمریکا در مرکز مناقشات دولت‌های آمریکا و کوبا قرار گرفت.
مادر الیان به همراه پسر و دوست پسر خود در نوامبر ۱۹۹۹ از راه شنا توانسته بودند خود به سواحل آمریکا برسانند و در شهر میامی ساکن شوند. اما پدر واقعی الیان که در کوبا مانده بود خواستار بازگشت او به کوبا بود. پیگیری‌های پدر او سرانجام به نتیجه انجامید و یکی از دادگاه‌های ناحیه آمریکا رای بر این داد که تنها پدر الیان و نه اقوام دیگر صلاحیت نگهداری از او را دارند. این رای مورد تأیید دادگاه استیناف حوزه یازدهم ایالات متحده آمریکا قرار گرفت و سرانجام در ژوئن ۲۰۰۰ با مداخله نیروهای فدرال الیان دستگیر و به پدرش تحویل داده شد.
مناقشه کوبا و آمریکا بر سر این ماجرا و همچنین اقدام نظامی نیروهای فدرال دولت آمریکا برای دستگیری الیان گونزالس در زمان خود غوغای خاصی در رسانه‌های جهان به وجود آورد.
عکسی که از ماجرای دستگیری او گرفته شده بود در سال ۲۰۰۱ جایزه بهترین عکس خبری سال را گرفت.